# Ембіліпітія (підрозділ окружного секретаріату)
Підрозділ окружного секретаріату Ембіліпітія — підрозділ окружного секретаріату округу Ратнапура, провінції Сабарагамува, Шрі-Ланка. Складається з 40 Грама Ніладхарі.